# Josep Roure i Torent
Josep Roure i Torent (Barcelona, 1902 - Mèxic, 15 de setembre de 1955) fou un advocat i escriptor català, exiliat del franquisme.

## Biografia
Llicenciat en filosofia i lletres i en dret a la Universitat de Barcelona, treballà com a registrador de patents. En la seva època estudiantil formà part de l'Associació Catalana d'Estudiants i milità a la Unió Socialista de Catalunya, col·laborant assíduament al seu òrgan Justícia Social. També es dedicà a la traducció al català de clàssics en anglès i francès. Interessat per les rondalles i el folklore, en la dècada de 1930 visità Eivissa, on fou encarregat per Felix Noeggerath d'editar les investigacions etnològiques fetes pel seu fill Hans Jakob Noeggerath, mort el 1934.
El 1936 va ingressar al PSUC. Durant la guerra civil espanyola fou un dels promotors i destacat dirigent de l'Agrupació d'Escriptors Catalans. També fou cap dels Serveis de Cooperació de la Conselleria d'economia de la Generalitat de Catalunya, i el 1938 fou fundador i director de la revista Meridià, continuadora de Mirador.
En acabar el conflicte, s'exilià a França, on passà tres anys a Tolosa. El 15 de setembre de 1942 va sortir de Marsella i embarcà cap a Mèxic. S'establí a la ciutat de Mèxic, on treballà en el camp editorial com a administrador de l'Editorial Fournier. Alhora se separà del PSUC i ingressà al Partit Socialista Català, dirigint el seu òrgan Nova Era. Participà en l'adhesió de la Comunitat Catalana de Mèxic al Consell Nacional de Catalunya, fou secretari i membre de junta de la Institució de Cultura Catalana, participà en el pacte Galeusca i formà part de la comissió organitzadora de la Conferència Nacional Catalana a Mèxic de 1953). També col·laborà en l'Agrupació Catalana d'Art Dramàtic de l'Orfeó Català de Mèxic i publicà articles a Pont Blau.

## Obres
- Aquest diantre de sabots (Traducció de Herbert George Wells, 1925), Baudelaire
- El jove fetiller i Consells als joves literats (traducció de Charles Baudelaire, 1927), Paul Avour
- El senyor Tal o Com s'explota una línia de conducta (traducció de Paul Avour, 1929).
- Present de bodes (contes, 1933),
- L'organització de l'exèrcit espanyol (1937)
- Les trifulgues de míster Smith (1938)
- El feixisme internacional pretén dominar Espanya (1938).
- Contes d'Eivissa (1948), basats en els escrits de Hans Jakob Noeggerath, amb pròleg de Josep Carner i il·lustracions de Joan Sunyer (1946)
- L'oracle (1954)
- L'alè de la sirena i altres contes (1956)

### Traduccions
- H.G. Wells, Aquest diantre de sabots (1925)
- Baudelaire, El jove fetiller i Consells als joves literats (1927)
- Paul Avort, El senyor Tal o Com s'explota una línia de conducta (1929)